# Vietnamesischer Fußballpokal 2021
Der Vietnamesische Fußballpokal 2021, aus Sponsorengründen auch als Bamboo Airways National Cup bekannt, war die 29. Saison eines Ko-Fußballwettbewerbs in Vietnam. Der Pokal wurde von der Vietnam Football Federation organisiert. Er begann mit der ersten Runde am 23. April 2021. Titelverteidiger war der Hà Nội FC.
Nach der ersten Runde wurde die Veranstaltung aufgrund eines Ausbruchs der Delta-Variante des Coronavirus unterbrochen. Nach einem Treffen mit allen Mannschaften am 21. August wurde die Veranstaltung offiziell abgesagt.

## Resultate und Begegnungen

### 1. Runde
|                      | Ergebnis        |                     |
| -------------------- | --------------- | ------------------- |
| 23. April 2021       |                 |                     |
| Cần Thơ FC           | 1:1 (4:2 i. E.) | Becamex Bình Dương  |
| SHB Đà Nẵng          | 1:0             | Ba Ria Vung Tau     |
| Hoàng Anh Gia Lai    | 2:1             | An Giang FC         |
| Hồng Lĩnh Hà Tĩnh FC | 4:2             | Công An Nhân Dân FC |
| Pho Hien FC          | 1:0             | Sông Lam Nghệ An    |
| 24. April 2021       |                 |                     |
| Đắk Lắk FC           | 3:0             | FC Thanh Hóa        |
| Quảng Nam FC         | 3:2             | Sài Gòn FC          |
| Bình Định FC         | 1:2             | Long An FC          |
| Hải Phòng FC         | 0:0 (4:3 i. E.) | Bình Phước FC       |
| 25. April 2021       |                 |                     |
| Phu Dong FC          | 1:0             | Huế FC              |
| Khánh Hòa FC         | 2:0             | Phú Thọ FC          |

### Achtelfinale
|                         | Ergebnis |                      |
| ----------------------- | -------- | -------------------- |
| Than Quảng Ninh FC      | :        | Long An FC           |
| SHB Đà Nẵng             | :        | Hoàng Anh Gia Lai    |
| Hồ Chí Minh City FC     | :        | Hồng Lĩnh Hà Tĩnh FC |
| Quảng Nam FC            | :        | Đắk Lắk FC           |
| Viettel FC              | :        | Hải Phòng FC         |
| Phu Dong FC             | :        | Cần Thơ FC           |
| Hà Nội FC               | :        | Pho Hien FC          |
| Dược Nam Hà Nam Định FC | :        | Khánh Hòa FC         |